# Franz Friedrich Siegmund August Böcklin von Böcklinsau

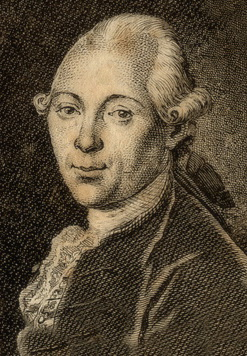
Franz Friedrich Böcklin, Porträt von 1787

Wappen der Böcklin von Böcklinsau

Franz Friedrich Siegmund August Böcklin von Böcklinsau (* 28. September 1745 in Straßburg; † 3. Januar 1813 in Ettenheim) war ein deutscher Naturforscher, Autor, Musikschriftsteller und Komponist.

## Leben
Franz Friedrich entstammte dem elsässischen Adelsgeschlecht Böcklin von Böcklinsau. Er war der Sohn von Franz Jacob Christian Böcklin von Böcklinsau (1704–1762) und dessen Frau Charlotte, geborene Freiin von Dungern (1723–1778).
Nach seiner schulischen Ausbildung studierte er ab 3. März 1762 (Matrikel 5106) an der Universität Straßburg und war anschließend am Polizeigericht und in der Schulkommission und von 1771 bis 1781 im Rat der Stadt Straßburg tätig.
Mit Erreichen der Volljährigkeit im Jahr 1770 übernahm er die Familienbesitzungen und lebte ab dieser Zeit bereits zeitweise in Rust im Breisgau.
Im Jahr 1772 wurde ihm der unbesoldete Ehrentitel eines württembergischen Kammerherren verliehen. Von 1781 bis 1793 war er zeitweise in Amsterdam und Wien in militärischen bzw. diplomatischen Diensten des Fürsten Friedrich August von Anhalt-Zerbst und, nachdem 1793 nach dessen Tod die Herrschaft Jever wegen ihres Status als Kunkellehen an seine Schwester Katharina die Große weitervererbt wurde und unter russische Herrschaft kam, 1793/94 als russischer Oberst in Jever.
Nach langwierigen Erbschaftsstreitigkeiten verlor er 1790 den gesamten Familienbesitz im Elsass an seinen Halbbruder Franz Joseph von Mundolsheim (1756–1844), der ein außereheliches Kind seiner Mutter war, und musste sich ab dieser Zeit auf die rechtsrheinischen Besitzungen beschränken.
Böcklin von Böcklinsau war Mitglied mehrerer naturwissenschaftlicher Gesellschaften  und hat mehrere Schriften mit naturwissenschaftlichen Themen verfasst. Darüber hinaus war er Autor eines Dramas und eines Lustspiels, Schriftsteller sowie auch ein Musikliebhaber, der mehrere Lieder, Singspiele sowie Instrumentalstücke komponierte.
Am 20. Februar 1775 wurde er mit dem akademischen Beinamen „Diophanes“ unter der Matrikel-Nr. 804 als Mitglied in die Deutsche Akademie der Naturforscher Leopoldina aufgenommen.
1777 wurde er außerordentliches Mitglied der Gesellschaft Naturforschender Freunde zu Berlin.
Er war Brandenburg-Ansbachischer Geheimer Rat und Ritter des Roten Adlerordens.
Am 23. September 1809 wurde er an der Universität Erlangen zum Dr. phil. promoviert.
Böcklin hatte sich am 31. August 1765 mit Caroline Freiin Roeder von Diersburg (1743–1820) verheiratet. Aus der Ehe, die am 20. Februar 1781 geschieden wurde, gingen elf Kinder hervor, darunter der spätere badische Generalmajor Friedrich Böcklin von Böcklinsau (1767–1829).

## Schriften
- Patriotische Vorschläge zur Verbesserung der Kinderzucht des Landvolks. Frankfurt und Leipzig 1777 Digitalisat
- Vermischte freye Gedanken eines Forstliebhabers bey den Klagen über Holzmangel und Holztheuerung. Straßburg 1780 Digitalisat
- Lob der Bienen, nebst Beobachtungen von ihrer liebsten Nahrung; wie auch einer kurzen Nachricht von der Ortenauischen Bienenpflege. Reiffenstein, Frankfurt am Mayn 1786 Digitalisat
- Vom Ursprung, Vorzügen und Hindernissen des Getreidebaues, nebst Anmerkungen über mancherley Anstalten zu Gewinnung der Erdproducte. Reiffenstein, Frankfurt am Mayn 1786 Digitalisat
- Prüfung der vorzüglichen Vortheile inländischer Reisen. Frankfurt am Mayn 1788 Digitalisat
- Briefwechsel einiger Liebhaber der Wahrheit, über die Neubruchzehnden der Teutschen. Frankfurt und Leipzig 1789 Digitalisat
- Beyträge zur Geschichte der Musik, besonders in Deutschland; nebst freymüthigen Anmerkungen über die Kunst. Zehnder, Freyburg im Breisgau 1790 Digitalisat
- Dendrologische und andere Miszellen zu einer begründeten Land-Oekonomie, aus sichern Quellen geschöpft. Loeffler, Mannheim 1806 Digitalisat
- Briefe zum Nachdenken über den Allvater und seine Geschöpfe vom Staube bis zum Seraphim. Loeffler, Mannheim 1808
- Die wichtigsten und gemeinnützigsten Grundsätze zur zweckmäßigsten Befriedigung menschlicher Bedürfnisse in Städten. Kramer, Zerbst 1809 Digitalisat
- Fragmente zur höhern Musik, und für ästhetische Tonliebhaber. Herder, Freyburg und Konstanz 1811 Digitalisat
- Kerndeutsche Haus- und Feldwirthschaft für die Jugend in Realschulen. Karlsruhe 1811

## Werke
- Der Pedant, ein Lustspiel in einem Aufzuge. 1776 Digitalisat
- Moter, oder Die Stärke der Großmuth: Ein Drama in drey Aufzügen.  Bayrhoffer, Frankfurt und Leipzig 1777 Digitalisat
- Zweite Sammlung neuer Klavierstuekke mit Gesang fuer das deutsche Frauenzimmer. Dessau und Leipzig 1784 Digitalisat
- Notturne pour Violon Guitarre et Alto; Oeuvre 34. Um 1805 Digitalisat
- VI Trios pour la Guitarre avec Flute et Alto; Oeuvre 30. Um 1806 Digitalisat